# Sebastian Stachnik
Sebastian Stachnik (Berlijn, 14 juni 1986) is een Duits voetballer die als aanvaller speelt.
Van 2011 tot 2013 kwam hij uit voor Helmond Sport.